# 亞種3：嗜血
《亞種3：嗜血》（英語：Bloodlust: Subspecies III）是一部1994年羅馬尼亞和美國合拍的吸血鬼恐怖片，1993年電影《亞種2：血石》的續集，以及《亞種》系列電影的第三部作品，由泰德·尼古拉編劇兼執導。劇情講述蜜雪兒（Michelle）仍受吸血鬼拉杜（Radu）的掌控，渴望學習吸血鬼的技能。與此同時，蜜雪兒的姊姊蕾貝卡（Rebecca）帶來了人手，意圖將妹妹從邪惡的魔掌中救出。主演陣容包括安德斯·霍夫、丹尼絲·達芙、凱文·史皮塔、梅蘭妮·薛特納、潘蜜拉·戈登和揚·海杜克。
《亞種3：嗜血》1994年2月16日以影帶首映的方式發行。1997年推出衍生電影《黑暗魔法書》，1998年推出《亞種3：嗜血》的續集《血風暴》。

## 劇情
在地下墓穴，死去的拉杜被母親木乃伊用蜜雪兒的鮮血和魔法匕首復活。接著，拉杜和木乃伊帶著蜜雪兒跳躍至弗拉迪斯拉斯城堡。蜜雪兒承諾，只要拉杜能教自己吸血鬼的技能，自己將對拉杜言聽計從；自此，拉杜便帶著蜜雪兒一起去狩獵人類，並讓她的力量增強，但木乃伊仍厭惡著蜜雪兒。馬林中尉對蜜雪兒的吸血鬼說辭感到質疑，但選擇相信的梅爾決定幫忙她，並聯繫了一名前中央情報局探員巴布求助。
梅爾與巴布潛入城堡，但在白天仍不睡覺的木乃伊殺死了巴布，並將梅爾與另一名人類女性囚禁在籠子中。拉杜深愛著蜜雪兒，決定與她永遠在一起，因而殺死了打算對蜜雪兒出手的母親；之後，拉杜殺死了躲在城堡附近的馬林中尉。蕾貝卡用巴布帶來的銀彈手槍威脅拉杜放人，但在所有人離開之前，蜜雪兒奪走了銀彈手槍，並朝拉杜開了多槍。初升的太陽讓蜜雪兒寸步難行，導致梅爾將她放在裹屍袋裡，但拉杜拖著重傷的身軀追來。
拉杜想要蜜雪兒奪走的血石（Bloodstone），承諾以此換取他們的生命。蕾貝卡將血石仍至屋頂上，當拉杜試圖朝該方向走去時，他被太陽的光芒照射；拉杜的身體突然起火，從城牆上落下、被樹枝刺穿而亡。蕾貝卡一行人上了車離開此地，只留下燒成灰燼的拉杜。
最後，拉杜燃燒的血滴在地面上，火焰很快熄滅，血液轉化為新的亞種僕人並落在血石的旁邊。

## 演員
- 安德斯·霍夫（英语：Anders Hove (actor)）飾演拉杜·弗拉迪斯拉斯（Radu Vladislas）
- 丹尼絲·達芙（英语：Denice Duff）飾演蜜雪兒·摩根（Michelle Morgan）
- 凱文·布萊爾（英语：Kevin Spirtas）飾演梅爾（Mel）
- 梅蘭妮·薛特納（英语：Melanie Shatner）飾演蕾貝卡·摩根／貝姬（Rebecca Morgan / Becky）
- 潘蜜拉·戈登（英语：Pamela Gordon (actress)）飾演木乃伊
- 揚·海杜克（羅馬尼亞語：Ion Haiduc）飾演馬林中尉（Lt. Marin）
- 麥可·德拉·費米納（英语：Michael Della Femina）飾演巴布（Bob）
- 拉杜·明庫萊斯庫（Radu Minculescu）飾演警察

## 外部連結
- 互联网电影数据库（IMDb）上《亞種3：嗜血》的资料（英文）